# Gustav Nolte

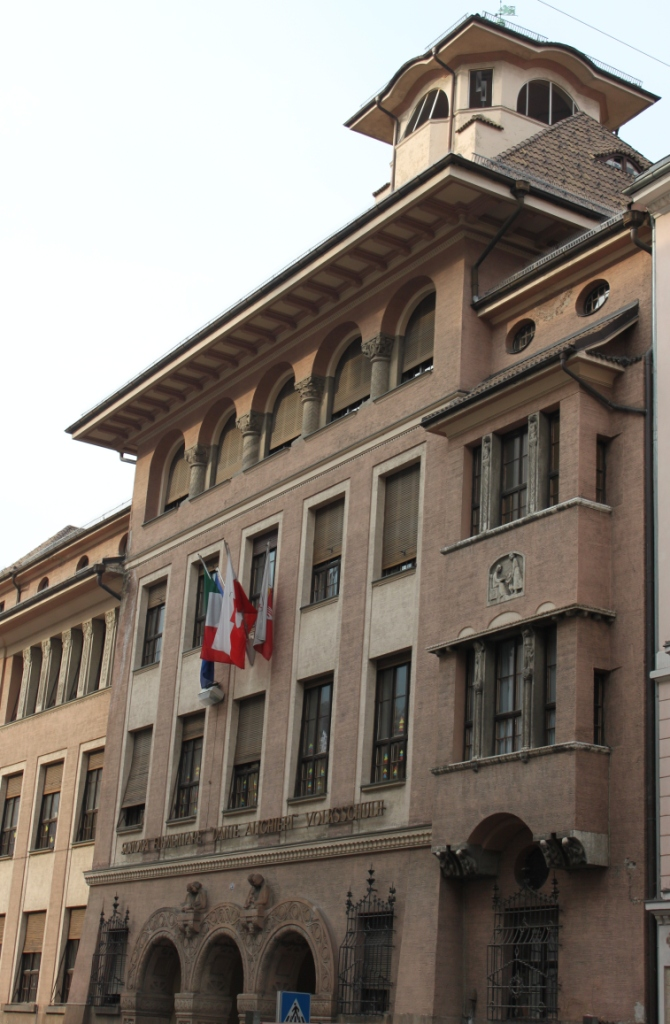
Dante-Alighieri-Schule in Bozen 2012, vormals Kaiserin-Elisabeth-Schule

Gustav Nolte (* 3. September 1877 in Süstedt; † 17. Juli 1924 in Bozen) war ein deutscher Architekt des Historismus. Von 1908 bis 1924 war er Stadtbaumeister in Bozen. Zu seinen Meisterleistungen zählen die Kaiserin-Elisabeth-Schule und die Schule in Oberau.

## Leben
Gustav Friedrich Albrecht Nolte stammte aus der damaligen preußischen Provinz Hannover. Nach der Volks- und Mittelschule studierte er Architektur in München. Eine Italienreise führte den jungen Nolte nach Bozen, wo er 1902 im Stadtbauamt Arbeit fand. Bozen erlebte unter Bürgermeister Julius Perathoner Jahre reger Bautätigkeit. 1908 übernahm Nolte von Wilhelm Kürschner die Leitung des städtischen Hochbauamtes.
Im Jahr 1910 heiratete Gustav Nolte die neunzehnjährige Boznerin Maria Foradori, mit der er drei Kinder hatte. Der gebürtige Niedersachse verwuchs mit der Zeit immer mehr mit seiner neuen Heimat. Er war tätiges Mitglied des Heimatschutzvereins, des Museumsvereins, des Ingenieur- und Architektenvereins sowie des Künstlerbundes.
Durch Verwendung lokaler Motive wie der Überetscher Ansitzarchitektur im Sinne des Heimatstils schaffte es Nolte, die kommunalen Bauten dem Bozner Stadtbild anzupassen. Zugleich zeigen sie die Verbundenheit der Stadt mit der deutschen Kultur auf.
Als er am 17. Juli 1924 an einer akuten Darmerkrankung starb, wurde er auf Kosten der Stadt auf dem evangelischen Friedhof in Bozen beigesetzt.
Nolte erfreute sich bei den Boznern allerhöchster Wertschätzung. So heißt es in einem Nachruf:
Gustav Nolte war einer der Unseren. Was von ihm vergänglich war, fand in dem bereits bestehenden Teil seines Friedhofes in Oberau, am Fuße der altehrwürdigen Haselburg, seine letzte Ruhestätte. Sein Geist aber schwebt über seinen Werken, die uns und unseren Nachkommen Wahrzeichen sein mögen auf dem Wege, den unsere Heimatkunst und Heimatliebe zu gehen hat.

## Bauwerke (Auswahl)
Hier eine Auflistung von Bauwerken aus seiner Hand:
- 1908/10 die Kaiserjubiläumshäuser und das Altersheim in Loreto
- 1911/12 Volksschule und Kindergarten in Oberau (in Anlehnung an den Ansitz Wohlgemuth in Eppan)
- 1908/11 Kaiserin-Elisabeth-Schule in der Sparkassenstraße, heute italienische Dante-Alighieri-Grundschule
- 1916/17 Neugestaltung und Erweiterung des Soldatenfriedhofs in St. Jakob
- 1917: Umgestaltung und Ausbau der Rentscher Straße